# Мекленбург (округ, Вірджинія)
Шаблон:StateAbbr_ 36°41′ пн. ш. 78°22′ зх. д. / 36.68° пн. ш. 78.37° зх. д.
Округ Мекленбург (англ. Mecklenburg County) — округ (графство) у штаті Вірджинія, США. Ідентифікатор округу 51117.

## Історія
Округ утворений 1765 року.

## Демографія
За даними перепису 2000 року загальне населення округу становило 32380 осіб, зокрема міського населення було 7081, а сільського — 25299. Серед мешканців округу чоловіків було 15972, а жінок — 16408. В окрузі було 12951 домогосподарство, 8962 родин, які мешкали в 17403 будинках. Середній розмір родини становив 2,87.
Віковий розподіл населення поданий у таблиці:
| Стать    | До 15 років | 15-21 | 22-29 | 30-39 | 40-49 | 50-65 | 65-85 | Понад 85 |
| -------- | ----------- | ----- | ----- | ----- | ----- | ----- | ----- | -------- |
| Чоловіки | 2878        | 1354  | 1557  | 2441  | 2458  | 2905  | 2230  | 149      |
| Жінки    | 2868        | 1185  | 1336  | 2092  | 2367  | 3163  | 3015  | 382      |

## Суміжні округи
- Луненберг — північ
- Брансвік — схід
- Воррен, Північна Кароліна — південний схід
- Венс, Північна Кароліна — південь
- Ґренвілл, Північна Кароліна — південний захід
- Галіфакс — захід
- Шарлотт — північний захід

## Виноски
1. ↑  U.S. Decennial Census. United States Census Bureau. Архів оригіналу за 19 липня 2018. Процитовано 3 січня 2014.
2. ↑  Historical Census Browser. University of Virginia Library. Архів оригіналу за 11 серпня 2012. Процитовано 3 січня 2014.
3. ↑  Population of Counties by Decennial Census: 1900 to 1990. United States Census Bureau. Архів оригіналу за 15 грудня 2013. Процитовано 3 січня 2014.
4. ↑  Census 2000 PHC-T-4. Ranking Tables for Counties: 1990 and 2000 (PDF). United States Census Bureau. Архів оригіналу (PDF) за 18 грудня 2014. Процитовано 3 січня 2014.
5. ↑  State & County QuickFacts. United States Census Bureau. Архів оригіналу за 7 червня 2011. Процитовано 3 січня 2014.(англ.) Наведено за англійською вікіпедією.
6. ↑  American FactFinder. Бюро перепису населення США. Архів оригіналу за 26 лютого 2012. Процитовано 31 січня 2008.

| США | Це незавершена стаття з географії США. Ви можете допомогти проєкту, виправивши або дописавши її. |